# Tm3 (2019)
tm3 war ein deutschsprachiger Privatsender, der von Timo C. Storost (heute Heuberger) betrieben wurde und als ITV Media Interactive e.K. firmierte. Daneben wurde ein Schwestersender als Internetsender betrieben, blizz bzw. tm3+. Beide Programme wurden eingestellt.

## Geschichte

Family TV

blizz

tm3+

Gegründet wurde tm3 unter dem Namen Family TV. Dabei soll es sich um einen Nachfolgekanal des ehemaligen Call-in-Gewinnradiosenders 7live gehandelt haben, der Mitte Juni 2008 den Betrieb als Internet-Hörfunksender aufnahm. Timo Storost, damals 18-jähriger Geschäftsführer und Hauptmoderator von fünf Moderatoren, baute den Sender im September 2008 zum Internetfernsehen mit geändertem Programmschema und neuem Namen aus, bevor er den neuen Sender mit offizieller Lizenz der Medienbehörden als Vollprogramm startete. Trotz der Namensähnlichkeit des Veranstalters bestand keine Zugehörigkeit zum britischen itv. Im Geschäftsjahr 2015 vermeldete die ITV Media Group, die hinter Family TV steht, zum ersten Mal seit Bestehen einen Gewinn in Höhe von 174.528,33 € vor Zinsen, Steuern und Abschreibungen. Die Gesamtkosten sollen 930.841,07 € und der Rohertrag 1.105.370,57 € betragen haben. Für 2016 wurde ein Umsatz von 1,5 Millionen Euro erwartet und ein Gewinnziel von rund 200.000 € ausgegeben. Die Angaben stellten sich im November 2017 als gelogen heraus. Im Beschluss des VGH München stellte das Gericht unwiderruflich fest, dass sowohl im Jahre 2015 wie auch im Jahre 2016 von der ITV Media Group ein Verlust erwirtschaftet wurde. In der über 10-jährigen Geschichte wurden nur Verluste erzielt und nie die Gewinnzone erreicht. Durch den Gerichtsprozess im März 2019 kam heraus, dass eine vom Gericht bestellte Gutachterin dem Medienunternehmen bereits seit 2014 eine Zahlungsunfähigkeit bescheinigte.
Zwischen März 2016 und Anfang 2017 erfolgte die Abstufung zum Spartenprogramm. Vor der Astra-Aufschaltung auf 19,2° war Family TV über den Hotbird-Satelliten zu empfangen. Ursprünglich war vorgesehen, dass der ebenfalls zur ITV Media Group gehörende Frauenkanal blizz den ehemaligen Hotbird-Platz einnehmen soll. Kurzfristig entschied man sich jedoch dagegen. Der Hauptsender wurde zeitweilig auch über die multithek sowie längere Zeit über andere IPTV-Anbieter wie Zattoo verbreitet.
Im September 2016 wurde Oli.P zusammen mit seinem Titel Wie früher – dem Claim des Senders – Markenbotschafter beim Sender. Wenig später wurde er durch „Läuft bei uns!“ ersetzt.
Zum 1. Juni 2017 wollte die ITV Media Group unter dem Namen „tm3“ einen neuen Sender starten – zuerst lediglich über Internet Protocol Television (IPTV) und als HD-Variante; eine Abstrahlung über Astra 19,2° Ost sei in Planung gewesen. Der Start musste jedoch verschoben werden. Es wurde verlautet, dass sich der Sender im Zulassungsverfahren befände. In der offiziellen Pressemitteilung hieß es, der neue Sender tm3 werde ein Doku- und Seriensender für die Kernzielgruppe von 25–69 Jahren, männlich/weiblich. Der Schwerpunkt solle bei Serien der 1990er Jahre liegen. Im Bereich Dokumentationen/Magazine wolle sich der Sender auf älteres Material konzentrieren. Mitte 2018 bestand jedoch knapp die Hälfte des 24-Stunden-Programms aus Teleshoppingformaten von Drittanbietern. Davon abgesehen sendete Family TV nur drei Serien in Dauerschleife, angereichert mit Reisedokus. Am 12. Januar 2019 wurde in der Liveshow 10 Jahre Family TV verkündet, die Marke zum 13. Januar 2019 in tm3 umzuwidmen. Der Sendestart erfolgte dann auch zum 13. Januar 2019 durch Umbenennung von Family TV in tm3. Blizz wurde in tm3+ umbenannt und bis zum 7. März 2019 eingestellt, das Hauptprogramm am 31. März 2019.
Verantwortlich für tm3+ und die Internetpräsenzen inklusive Sozialer Netzwerke beider Sender war die Veranstaltergesellschaft FBT Deutschland GmbH.

### Kritik an Family TV
Im März 2012 kam es zu einem Gerichtsprozess zwischen dem Betreiber des Internet-Magazins- und -Blogs Fernsehkritik TV Holger Kreymeier und Timo C. Storost. So wollte Storost eine einstweilige Verfügung gegen einen Beitrag des Fernsehkritikers erreichen. Dieses Vorhaben scheiterte überwiegend; die Richterin hatte die Äußerung des Fernsehkritikers, das Programm von Family TV sei „Müll“, als freie Meinungsäußerung gewertet. Zudem hielt das Gericht es für ebenso wahrscheinlich, dass Storost unrealistische Zuschauerzahlen (bis zu durchschnittlich 900.000 Zuschauer auf der Website, dem damals einzigen Verbreitungsweg) veröffentlicht hatte.

## Programminhalte
Das Programm von Family TV bestand vorwiegend aus Serienklassikern, Spielfilmen, Shows, Dokumentationen und Magazinen. 2016 erwarb die Mediengruppe ein Filmpaket, mit dem das Programm von Family TV an Weihnachten 2016 und im ganzen Jahr 2017 aufgewertet werden sollte. Nach Angabe des Senders waren darunter Free-TV-Premieren sowie Filme aus jüngerer Zeit enthalten. Als Internetsender war bei Family TV von Anfang an die Übertragung im Internet Bestandteil der eingekauften Filmrechte, sodass das gesamte Programm ohne Unterbrechungen im Internet gestreamt wurde.
Unter dem neuen Namen tm3 wurden die Programminhalte zunächst übernommen, dann aber stark reduziert. Zuletzt gab es tagsüber nur noch Teleshopping und eine redaktionell gestaltete Sendung um 20:15 Uhr.

## Lizenzentzugsverfahren
Im Juli 2017 wurde bekannt, dass die Kommission für Zulassung und Aufsicht (ZAK) die Sendelizenz von Family TV und blizz am 28. Juni widerrufen habe. Die zuständige Landesanstalt für Kommunikation (LfK) erklärte am 27. Juli, Family TV habe „wiederholte Urheberrechtsverstöße“ begangen und auch mehrere „Verstöße gegen medienrechtliche Bestimmungen“. Der Sendebetrieb müsse demnach eingestellt werden. Dieser Vorgang ist für Sender im laufenden Betrieb einmalig. Der Betreiber hatte Rechtsmittel gegen die Entscheidung angekündigt und sendete auch über die Umbenennung im Januar 2019 hinaus weiter.
Am 12. März 2019 wurde der Inhaber des Senders, Timo C. Storost, vom Augsburger Amtsgericht zu drei Einzelstrafen verurteilt, die allesamt zur Bewährung ausgesetzt wurden: ein Jahr und sechs Monate, zehn Monate und ein Jahr, zusammengerechnet drei Jahre und vier Monate. Er wurde damit für Fahren ohne Fahrerlaubnis, Betrug, Urkundenfälschung und für die nicht angemeldete Insolvenz verurteilt und muss laut Urteil über die Strafaussetzung zur Bewährung hinaus 200 Sozialstunden und ein Wertersatz in Höhe von 194.000 Euro leisten. Der Vorsitzende des Schöffengerichts machte klar, dass mit der Bewährung nicht nur „ein Damoklesschwert über ihm hänge“, sondern „eine große Machete an einem seidenen Spinnenfaden“; er sei „haarscharf“ an einer Haftstrafe vorbeigeschrammt; auch die Bayerische Landeszentrale für neue Medien (BLM) kommentierte, seine „ungewöhnlich hartnäckige Weigerung [...], sich rechtskonform zu verhalten, stellt den Rechtsstaat [...] auf die Probe."
Storost kündigte daraufhin noch im Gerichtssaal an, Ende März 2019 den Betrieb seiner Sender einzustellen und Insolvenz für die Unternehmen und für sich selbst zu beantragen. Er wolle – laut eigenen Angaben – aus gesundheitlichen Gründen erst einmal Abstand gewinnen. Später ergänzte er in einer Erklärung, die Einstellung des Sendebetriebs hätte weder etwas mit dem Lizenzentzug noch mit dem Urteil zu tun und sei angeblich aus freien Stücken passiert.

## Programmangebot
- 1-2-3.tv (Werbefenster eines Drittanbieters)
- Acapulco H.E.A.T.
- Alle gegen Draeger
- Antworten mit Bayless Conley
- Bezaubernde Jeannie
- Bubble Gum TV
- Club 700
- Conan, der Abenteurer
- cult@thecity
- Das tm3 Automagazin
- Die 2
- Die Profis
- Ein Duke kommt selten allein
- Erleben hautnah!
- Europa: Wie unser Kontinent entstand
- Golden Globe – Die Reisefilm-Reihe
- Grand Canyon: Das Natur Weltwunder
- Family TV Weltmetropole
- Family TV Weltmetropole XXL
- Faszination Auto
- Hardcastle and McCormick
- Herzbube mit zwei Damen
- Hey Dad!
- Im Schatten der Eule
- ICF München (Programmfenster eines Drittanbieters)
- joiz Germany (Programmfenster eines Drittanbieters)
- Shop24 Direct (Werbefenster eines Drittanbieters)
- So schmeckt die Welt
- Sonnenklar.TV (Werbefenster eines Drittanbieters)
- Tarzan: The Epic Adventures
- Teleshopping-Fenster von Drittanbietern (in vier Blöcken, zusammen ca. 9 Stunden täglich)
- The Addams Family
- The Munsters
- tm3 Reisetraum
- The Prisoner
- Verliebt in eine Hexe
- World Wide Fails

## Empfang
Der Sender war zuletzt auf der Senderwebsite als Livestream sowie in mehreren kleineren Kabelnetzen zu empfangen. Die übrigen Empfangswege (Satellit, einzelne Kabelnetze, Internetfernsehen und IPTV) wurden zuvor schon abgeschaltet.